# Física experimental
La física experimental es el conjunto de disciplinas y subdisciplinas de la Física que están relacionadas con la observación de fenómenos físicos y con los experimentos. Sus métodos no son variables, desde la observación y los experimentos complejos, como el experimento de  la Cavendish, a otros más complejos como el Gran Colisionador de la Hadrones.￼￼
La física experimental  agrupa todas las disciplinas de la física relacionadas con la adquisición de datos, los métodos de adquisición de datos y el diseño y realización de experimentos de laboratorio. A menudo se pone en contraste con la física teórica, más relacionada con la predicción y la explicación del comportamiento físico de la naturaleza. Aunque la física experimental y la teórica se centren en distintos aspectos de la naturaleza, ambas disciplinas comparten el objetivo de entenderla y se da una relación simbiótica. La experimental obtiene los datos y la información del universo, que pueden ser analizados, mientras que la teórica ofrece explicaciones para estos datos y sugiere entonces otras formas de adquirirlos o de preparar los experimentos.

Es ante todo una ciencia experimental, pues sus principios y leyes se fundamentan en la experiencia adquirida al reproducir intencionalmente muchos de los fenómenos; sin embargo, al aplicar el método científico experimental, el cual consiste en variar en lo posible las circunstancias en que un fenómeno se reproduce para obtener datos e interpretarlos, se pueden encontrar respuestas concretas y satisfactorias a fin de comprender cada día más el mundo donde vivimos.
Héctor Pérez Montiel, Física general